# Twenty One Pilots

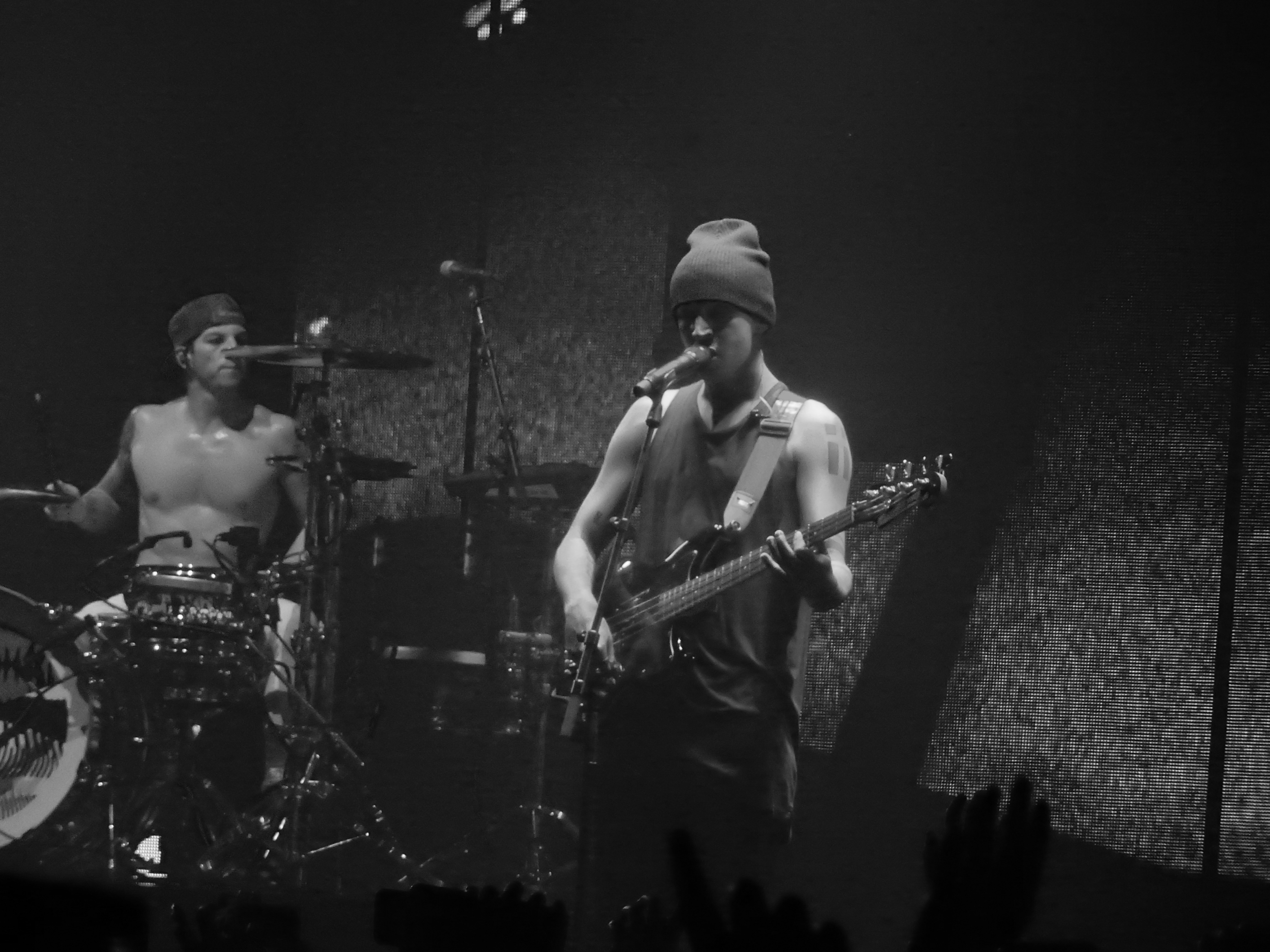
Twenty One Pilots 2016

Twenty One Pilots (часто стилізовано як TWENTY ØNE PILØTS) — американський музичний дует із міста Колумбус (Огайо). Спочатку група була створена в 2009 році вокалістом Тайлером Джозефом разом з Ніком Томасом і Крісом Саліхом, які залишили гурт в 2011 році. Після вибуття Ніка та Кріса до гурту доєднується новий ударник Джош Дан. Таким чином, з цього часу це дует, склад якого відтоді не  змінювався - Тайлер Джозеф і Джош Дан. «Проривними» для гурту стали сингли «Stressed Out», «Ride» та «Heathens». На 59-ій церемонії «Греммі» «Twenty One Pilots» здобули нагороду у номінації «Найкраще поп виконання дуетом або гуртом».
Гурт незалежно видав дві платівки: однойменну «Twenty One Pilots» (2009 рік) та «Regional at Best» (2011 рік), а після цього підписали контракт із лейблом Fueled by Ramen у 2012 році. Першим альбомом на цьому лейблі стала платівка Vessel, представлена у 2013 році. Світове визнання гурт досяг у 2015 році, представивши свій четвертий студійний альбом «Blurryface», який став першим альбомом в історії, кожна пісня з якого отримала як мінімум «золоту» сертифікацію від RIAA. П'яту платівку під назвою «Trench» дует представив у 2018 році. Шосту платівку було представлено у 2021 році, під назвою «Scaled And Icy». У 2024 році вийшла сьома платівка гурту, під назвою «Clancy».

## Історія

### 2009—2011: створення і перший альбом
Тайлер Джозеф познайомився із майбутнім товаришем по гурту Ніком Томасом ще в юності під час гри у баскетбол в Коламбусі, Огайо. Томас та Джозеф потоваришували, і в цьому їм сприяв перехід Томаса у середню школу Джозефа.
Джозеф розпочав займатись музикою після того, як знайшов старі клавішні у себе вдома і намагався відтворити мелодії, які чув по радіо. 2007 року Джозеф записав сольний альбом «No Phun Intended» у домі своїх батьків. Томас брав участь у записі гітарних партій у декількох піснях альбому, а також брав участь у створенні пісні Trees, яка згодом стала однієї із найвідоміших пісень гурту Twenty One Pilots.
Під час навчання в університеті Джозеф на одній із вечірок Джозеф зустрів вихідця із Техасу Кріса Саллі. Помітивши талант до написання пісень та креативну енергію Джозефа, Саллі рекомендував створити музичний гурт. Вражений студією звукозапису, яку Саллі збудував у себе вдома, Джозеф погодився разом грати та розпочав ділитись своїми ідеями щодо нових пісень. Якраз перед їхнім першим виступом, Джозеф запросив Томаса приєднатись до безіменного гурту басистом. 2009 року гурт переїхав у окремий будинок, де вони створили та записали свій перший альбом.
На початках гурт виступав перед дуже різною публікою у місцевих клубах. Виконання пісень в стилях метал, хардкор, та електро надихнуло Джозефа увібрати дані мотиви у своїй творчості. А для того, щоб завоювати увагу незнайомих та не зацікавлених відвідувачів та промоутерів, гурт почав експериментувати із костюмами та акробатичними трюками.
29 грудня 2009 року гурт вже під назвою «Twenty One Pilots» випустив дебютний однойменний альбом та вирушив у тур рідним штатом. 2010 року колектив опублікував дві пісні у своєму акаунті SoundCloud — кавер на пісню «Jar of Hearts» Крістіни Перрі та ремікс-версію пісні «Con te partirò (Time to Say Goodbye)» Андреа Бочеллі і Сари Брайтман. Саме «Time to Say Goodbye» стала тією композицією гурту, яку вперше почув місцевий ударник Джош Дан.

### 2011—2012:Regional at Bestі угода зFueled By Ramen
Другий альбом Regional at Best, записаний у новому складі, було видано 8 липня 2011. CD реліз альбому супроводжувався безкоштовним виступом в «New Albany High School».
У листопаді 2011 гурт виграв шоу в Columbus 'Newport Music Hall' і привернув увагу десятків звукозаписних компаній. Врешті-решт контракт було підписано з Atlantic Records, дочірнім лейблом Fueled by Ramen. Цьому ж року дует подарував фанатам два треки, що не були видані, через електронну розсилку: оригінальна версія «House of gold» і сингл під назвою «Two».

### 2012:Vesselі телевізійний дебют
У квітні 2012 року на Lifestyle Communities гурт оголосив про підписання контракту з Atlantic Records, дочірнім лейблом Fueled by Ramen. 17 липня 2012 з'явився дебютний EP, записаний на студії Fueled by Ramen, під назвою «Three Songs». У серпні 2012 року вони здійснили короткий тур з гуртами Neon Trees та Walk the Moon. Вони працювали з Грегом Уеллсом, продюсером Адель і Кеті Перрі, над їхнім першим повноформатним альбомом Vessel на студії звукозапису Fueled by Ramen. Він вийшов 8 січня 2013 і досяг № 58 на Billboard 200, № 42 на Digital Albums chart, № 17 на Internet Albums chart, № 15 на Rock Albums Chart і № 10 на Alternative Albums Chart.
Тайлер Джозеф на концерті в «Gebäude 9» в Кельні 12 лютого 2014:
В даний час у гурту є свій перший радіо-хіт в Америці — «Holding on to you», який досяг 11 місця в чарті Billboard Alternative Songs chart. Крім того, сингли «Guns for hands» і «Lovely» посіли 21 і 67 місця на Japan Hot 100.
12 листопада 2012 вийшов кліп на пісню «Holding on to you» на YouTube. 7 січня 2013 — на пісню «Guns for hands» і 19 квітня — на пісню «Car radio».
У травні 2013 року Fall Out Boy оголосила, що Twenty One Pilots гастролюватимуть разом з гуртом Save Rock and Roll в «Arena Tour» восени наступного року.
8 серпня 2013 Twenty One Pilots виконали пісню «House of gold» на Конана в їхньому останньому нічному виступі. 2 жовтня кліп для пісні «House of gold» був завантажений на YouTube.
24 грудня у переддень Різдва Тайлер брав участь у Five14 Church's Christmas з зірками у Нью-Олбані. Там він виконав «O come, O come, Emmanuel», офіційне відео виступу було завантажено на YouTube 14 лютого 2014.
31 грудня Twenty One Pilots випустила кліп на пісню «Truce». Так само в грудні був завантажений кліп на пісню «Migraine», але тільки для Великої Британії. Однак незабаром його було вилучено.

### 2014: Quiet Is Violent World Tour
У 2014 гурт почав прориватися в мейнстрім. Таким чином вони вирушили на найпопулярніші фестивалі, як-от Lollapalooza, Bonnaroo і Firefly. Так само вони подивилися запити з різних міст і об'єднали все це в Quiet Is Violent World Tour, який стартував у вересні 2014 року.

### 2015:''Blurryface''
17 березня 2015 вийшов кліп на пісню «Fairly Local». Через 21 день (6 квітня) гурт порадував фанатів новим кліпом на пісню «Tear In My Heart». 27 квітня вийшов кліп на пісню «Stressed Out». 4 травня відбувся реліз треку «Lane boy». 19 травня гурт випустив другий студійний альбом «Blurryface».

### 2018:Trench
У квітні 2018 року на сайті гурту було виявлено загадкове повідомлення, яке вказувало на сайт під назвою dmaorg.info. Шанувальники почали використовувати підказки і знайшли інші розділи цього сайту, натякаючи на можливість повернення гурту. На сайт було завантажено кілька зображень, у тому числі листи від персонажа на ім'я "Кленсі".У липні 2018 року Twenty One Pilots перервали річне мовчання, спочатку надіславши шанувальникам загадковий електронний лист, а згодом опублікувавши відео на всіх платформах соціальних мереж і оновивши свій логотип та брендинг. Тайлер Джозеф вперше за рік з'явився у ЗМІ для інтерв'ю Зейну Лоу з Apple Music 1 (раніше Beats 1) зі своєї домашньої студії в Коламбусі, штат Огайо, в якому він розповів про річну перерву гурту, створення нового альбому та боротьбу з особистими демонами і невпевненістю в собі.
11 липня 2018 року гурт випустив дві нові пісні, "Jumpsuit" і "Nico and the Niners", а також відеокліп на "Jumpsuit". Пізніше, 26 липня 2018 року, вийшов кліп на "Nico and the Niners", який було знято в Києві, в одному з корпусів Київського національного університету імені Тараса Шевченка. Пісня "Levitate" згодом була випущена як третій сингл альбому на шоу Зейна Лоу "Beats 1" і стала "Світовим рекордом дня". Також був випущений кліп на "Levitate", що завершив серію трилогії. 
20 серпня 2018 року на церемонії MTV VMA десятисекундний уривок пісні "My Blood" прозвучав в кінці рекламного ролика, що просуває альбом. 27 серпня 2018 року гурт зробив "My Blood" доступним на стрімінгових сервісах як четвертий офіційний сингл альбому. П'ятий альбом "Trench" вийшов 5 жовтня 2018 року.Того ж дня гурт випустив кліп на сингл "My Blood". "Trench" дебютував на другій сходинці чарту Billboard 200, а також на першій в чартах "Найкращі рок-альбоми" та "Альтернативні альбоми" Billboard. Всі чотирнадцять треків з альбому потрапили до топ-25 чарту Hot Rock Songs, де п'ять треків були в топ-10.

### 2021: Scaled And Icy
Шостий студійний альбом дуету, "Scaled and Icy", вийшов 21 травня 2021 року. 6 квітня 2021 року на сайті dmaorg.info з'явився постер з текстом "New Album and Livestream Experience". Альбом був офіційно анонсований гуртом наступного дня, одночасно з випуском першого синглу "Shy Away". Другий сингл з альбому, "Choker", вийшов 30 квітня 2021 року. Третій сингл з альбому, "Saturday", був випущений 18 травня 2021 року; відеокліп на нього вийшов 8 липня.

### 2024: Clancy
15 лютого 2024 року обкладинки Vessel, Blurryface, Trench і Scaled and Icy на стрімінгових платформах були оновлені і частково покриті червоною стрічкою. Кілька людей написали у соціальних мережах, що отримали лист від гурту, а протягом наступних днів на білбордах і плакатах у різних місцях по всьому світу з'явився новий логотип, що натякав на майбутній новий альбом. 22 лютого на сторінках гурту в соціальних мережах з'явився відеоролик, в якому підтверджувалися подробиці про історію попередніх трьох альбомів в очікуванні наступного альбому. 28 лютого гурт анонсував новий сингл під назвою "Overcompensate", який вийшов 29 лютого. Раніше того ж дня було оголошено про вихід сьомого студійного альбому "Clancy", який повинен був вийти 17 травня, але через брак часу, реліз було перенесено на 24 травня. Альбом містить у собі 13 пісень.

## Музичний стиль та впливи

Перший логотип гурту

Логотип гурту «Twenty One Pilots» на час виходу «Blurryface»

Twenty One Pilots — це мікс фортепіано (деколи з електронними клавішами чи клавітарою), синтезатора, барабанів (подекуди змішані з електронними барабанами), вокалу, та іноді з укулеле і бас-гітарою. Їхні пісні мають поетичні тексти та написані Тайлером Джозефом.
Музичний стиль гурту описаний як альтернативний хіп-хоп, інді-поп, попрок, реп-рок, електропоп. Гурт також має приналежність до таких стилів як поп, електроніка, емо реп, хіп-хоп та реггі.
Автори зазвичай стикаються з проблемами, коли зараховують гурт до певного жанру, описуючи їх, адже музичний дует об'єднав у собі кілька напрямків. Багато фанів та видань визначили жанр гурту як «Шизофренічний» чи «шизо» поп.
Хоча багато з пісень Джозефа містять в собі алюзії на християнську теологію та непрямі посилання до Бога, а також всі учасники гурту (колишні та теперішні) є християнами, Twenty One Pilots не розглядається як християнський гурт.
Відносно їхнього лого, то Джозеф в інтерв'ю констатував наступне:
|                                           | Воно означає Twenty One Pilots, ось що лого дійсно робить. Чому воно означає Twenty One Pilots, то про це насправді йдеться в одній з наших пісень, яка називається „Kitchen Sink“. В цілому концепція цієї пісні є про те, що я відчуваю, коли люди завжди роблять великі зусилля, коли ідуть до мети, намагаючись визначити що є їхньою ціллю, навіть що таке дійсно наша мета, в чому її суть, обґрунтовуння свого власного існування. Багато дітей та дорослих мого віку докладають багато зусиль щодо „в чому сенс?“, і щодо лого, то воно направду означає підтримку цього. Коли хтось запитує що логотип значить, то, далебі, таки лого щось означає для мене, тому що я створив його, маючи на увазі дещо. В цьому суть. Справа в тому, що я створив щось, що тільки я розумію і так чи ні я вирішив зробити відомим значущість цього — це є відправною точкою моєї мети. Визначення цілі для мене — це творення чогось, чи це буде написання пісень, малювання картин, — виражання себе через мистецтво, чи це фотографія, чи музика, чи театр чи щоб то не було. Це не означає, що потрібно бути митцем, але якщо ти створюєш щось і тільки ти знаєш значення цього, то це є головною суттю твоєї мети життя. Коли ти в кімнаті сам з собою, намагаючись вирішити чи залишатись живим, ти можеш сказати собі „Я повинен ймовірно залишатися живим, тому що тільки я один знаю значення якоїсь речі“, тож логотип гурту є підбадьоренням для людей які творять. Ось що воно означає. Оригінальний текст (англ.) It means Twenty One Pilots, the logo does. Why it means Twenty One Pilots, is it really goes along with one of our songs called "Kitchen Sink". The whole concept of that song is that I feel that humans are always struggling all the time when it comes to purpose, trying to figure out what their purpose is, what purpose even is, what's the point, justifying your own existence. A lot of kids and people my age struggle with "what's the point", and with the logo, what it really means is it's an encouragement. When someone asks me what the logo means to me, the logo means something to me because I made it mean something to me. That's the point. The point is that I created something that only I understand and whether or not I decide to disclose the meaning of it, that's the beginning of purpose for me. The meaning of purpose for me, is by creating something, if it be by writing lyrics, painting a picture, by expressing yourself through art if it's photography or music or theater, or whatever it is. It doesn't have to be artistic, but if you create something and only you know the meaning of it, that's the beginning of purpose for you. When you're in the room by yourself trying to decide whether to stay alive, you can tell yourself "I should probably stay alive because I'm the only one who knows the meaning of that thing", so the logo is an encouragement for people to create. That's what it means. |
| — Тайлер Джозеф, пояснюючи логотип гурту. | |

Відповідно до гурту, то їхньою ціллю для створення музики є «щоб люди задумалися», так само як підбадьорення їх, в знаходженні радості в тому до чого вони приходять, щоб вірити в життя

## Фанхата

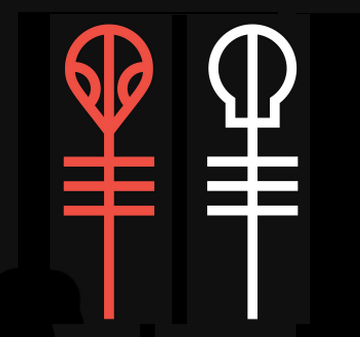
Символ «Кліки Скелетів»

Фанати гурту назвали себе «Кліка Скелетів» (англ. Skeleton Clique) чи просто «Кліка». Така назва фанхати виникла через використання гуртом іконографіки кістяків в багатьох постановках, графічних об'єктах та музичних відео. «Кліка Скелетів» представлена в офіційній іконографіці гурту символом черепа та іншопланетної голови, зверху нагадуючи ключі.
Під час «Tour de Columbus 2017», Twenty One Pilots зробили публічне артшоу, назвавши його «Артопія», яке було тільки для Клік спільноти в Нейшнвайд-арена.

## Підтримка України на тлі російського вторгнення
У 2022 році гурт висловив свою підтримку України під час вторгнення РФ і скасував концерт, який мав відбутися 10 липня у Москві. Про це колектив повідомив у своєму Instagram-акаунті.
Також у кліпі на пісню Overcompensate, що вийшов 29 лютого 2024 року на шиї Джоша Дана можна помітити бандану з українським написом "Факелоносець".

## Склад гурту

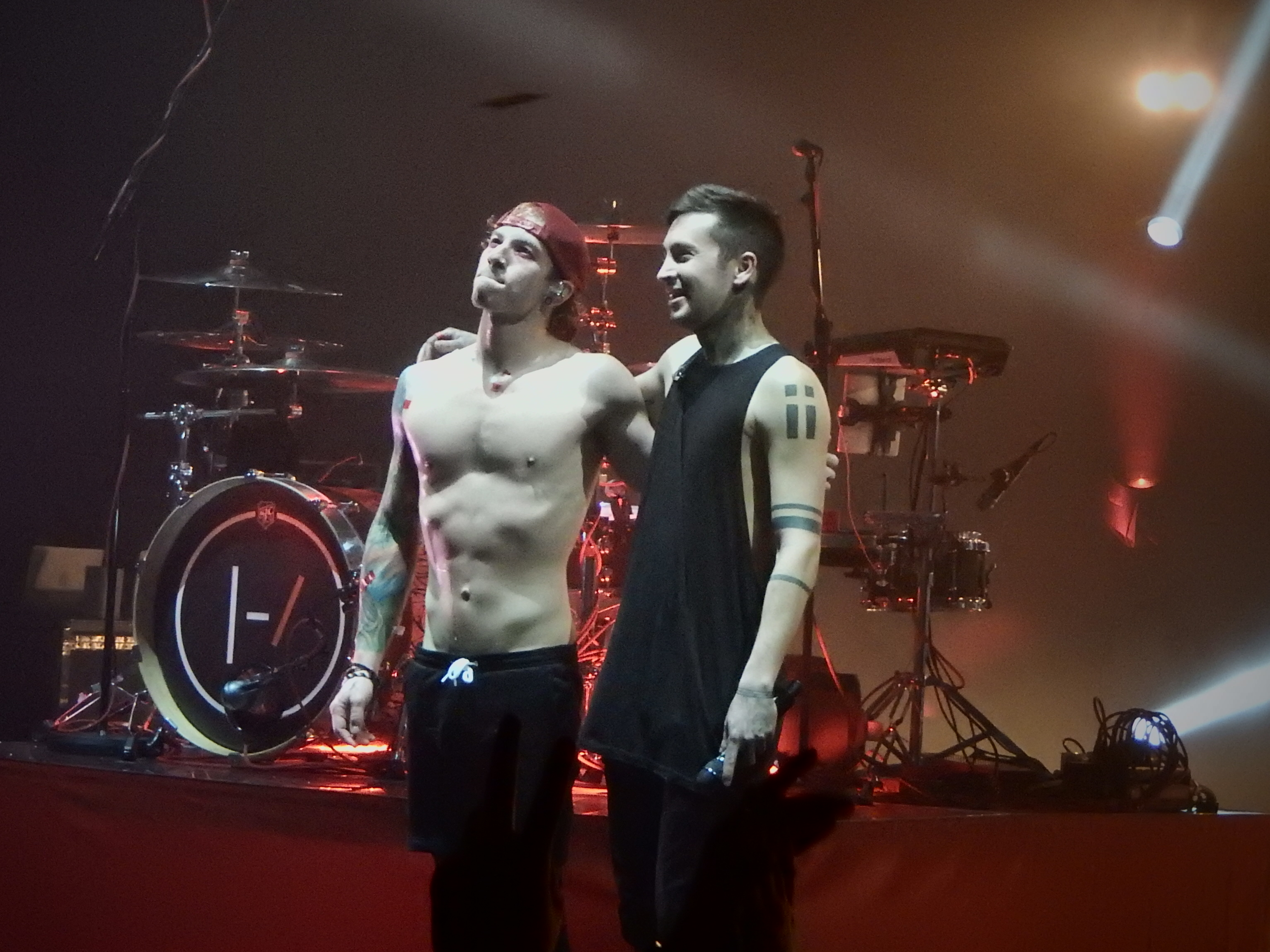
Концерт у Лондоні (2016)

### Теперішній склад
- Тайлер Джозеф (Tyler Joseph) — вокал, укулеле, клавішні, бас-гітара (2009 — теперішній час)
- Джош Дан (Josh Dun) — ударні (2011 — теперішній час)

### Колишні учасники
- Нік Томас (Nick Thomas) — бас-гітара, клавішні (2009—2011)
- Кріс Салі (Chris Salih) — ударні (2009—2011)

## Дискографія
- Twenty One Pilots (2009)
- Regional at Best (2011)
- Vessel (2013)
- Blurryface (2015)
- Trench (2018)
- Scaled And Icy (2021)
- Clancy (2024)